# Hatley (Mississippi)
Hatley è una città (town) degli Stati Uniti d'America, situata nella contea di Monroe, nello Stato del Mississippi.